# Рапино
Рапино (итал. Rapino) — коммуна в Италии, расположена в области Абруццо, подчиняется административному центру Кьети.
Население коммуны составляет 1432 человека, плотность населения составляет 72 чел./км². Коммуна занимает площадь 20,87 км². 
Почтовый индекс — 66010. Телефонный код — 0871.
Покровителем коммуны почитается святой Лаврентий. Праздник ежегодно празднуется 10 августа.